# كارلوس كامبوس
كارلوس كامبوس (بالإسبانية: Carlos Campos)‏ هو سياسي فنزويلي، ولد في 1901، وتوفي في 28 يونيو 2018 في فنزويلا. حزبياً، نشط في كوباي. في ولاية أنزواتغي، انتخب حاكم الدولة (1993 – 1994).